# Joaquín García Bravo
Joaquín García-Bravo San Miguel (1872-1922) fue un gramático y traductor español del francés.
Se doctoró en Filosofía y Letras por la Universidad Central de Madrid. Tradujo entera del francés la Comedia humana de Honoré Balzac y diversas obras de Alexandre Dumas, Guy de Maupassant, César Cantú y Ernest Renan; publicó una Gramática francesa, o Método práctico-teórico para aprender a leer, hablar y escribir... el idioma francés (Barcelona, tip. de Luis Tasso, 1902, 2 vols.). Pero se lo recuerda en especial por su traducción indirecta de El Corán desde la versión en francés de Claude Étienne Savary (1783): Barcelona, 1907, 2 vols., muy reimpresa.